# Toporów (Łagów)
Toporów (deutsch Topper) ist ein Dorf in der polnischen Woiwodschaft Lebus. Das Dorf liegt in der Nähe des Tourismusortes Łagów (Lagow) zu dessen Landgemeinde es gehört.

## Geographische Lage

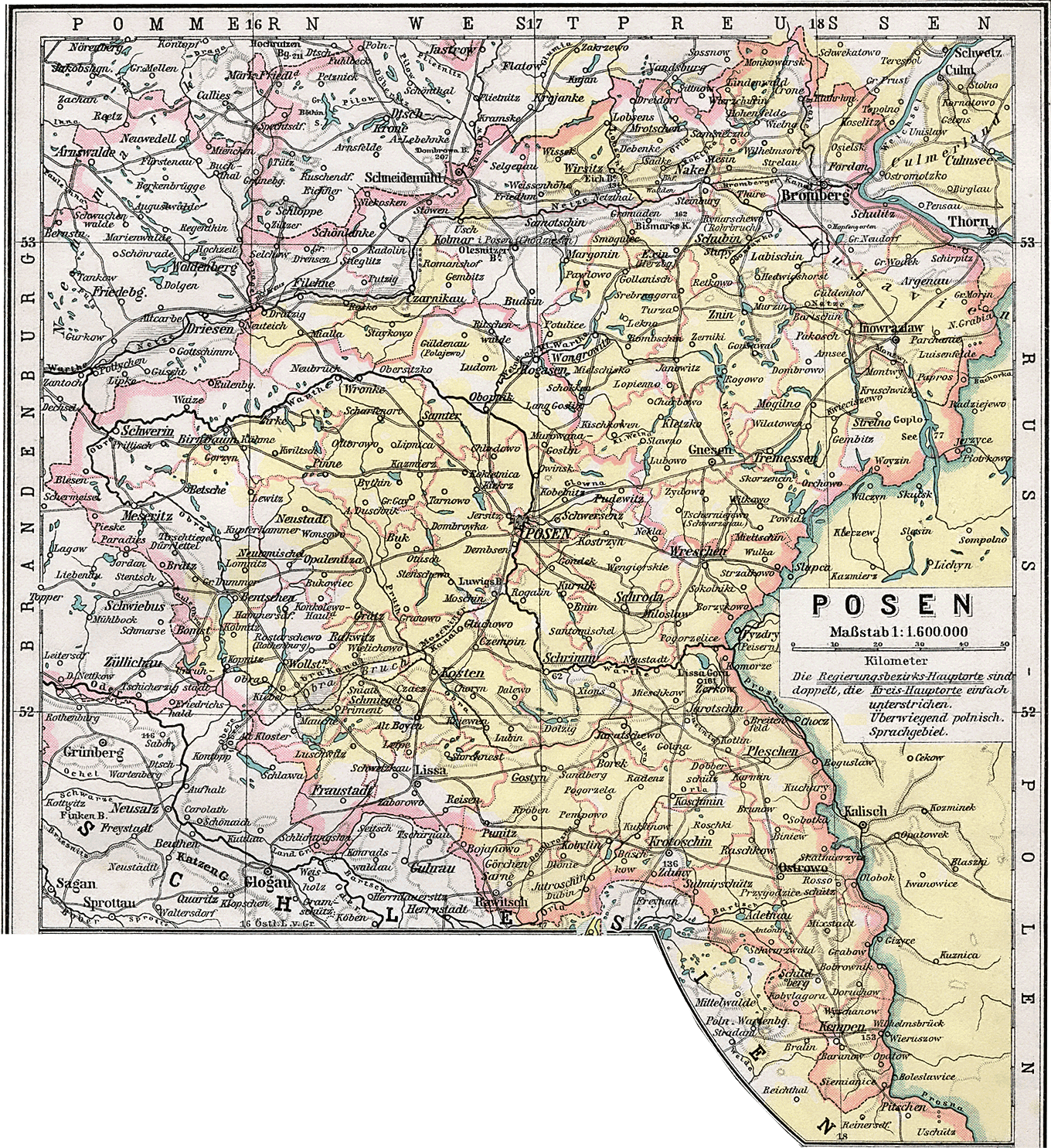
Topper, westlich der Stadt Posen, südwestlich der Stadt Meseritz und südlich der Ortschaft Lagow am Lagowsee, auf einer Landkarte der Provinz Posen von 1905

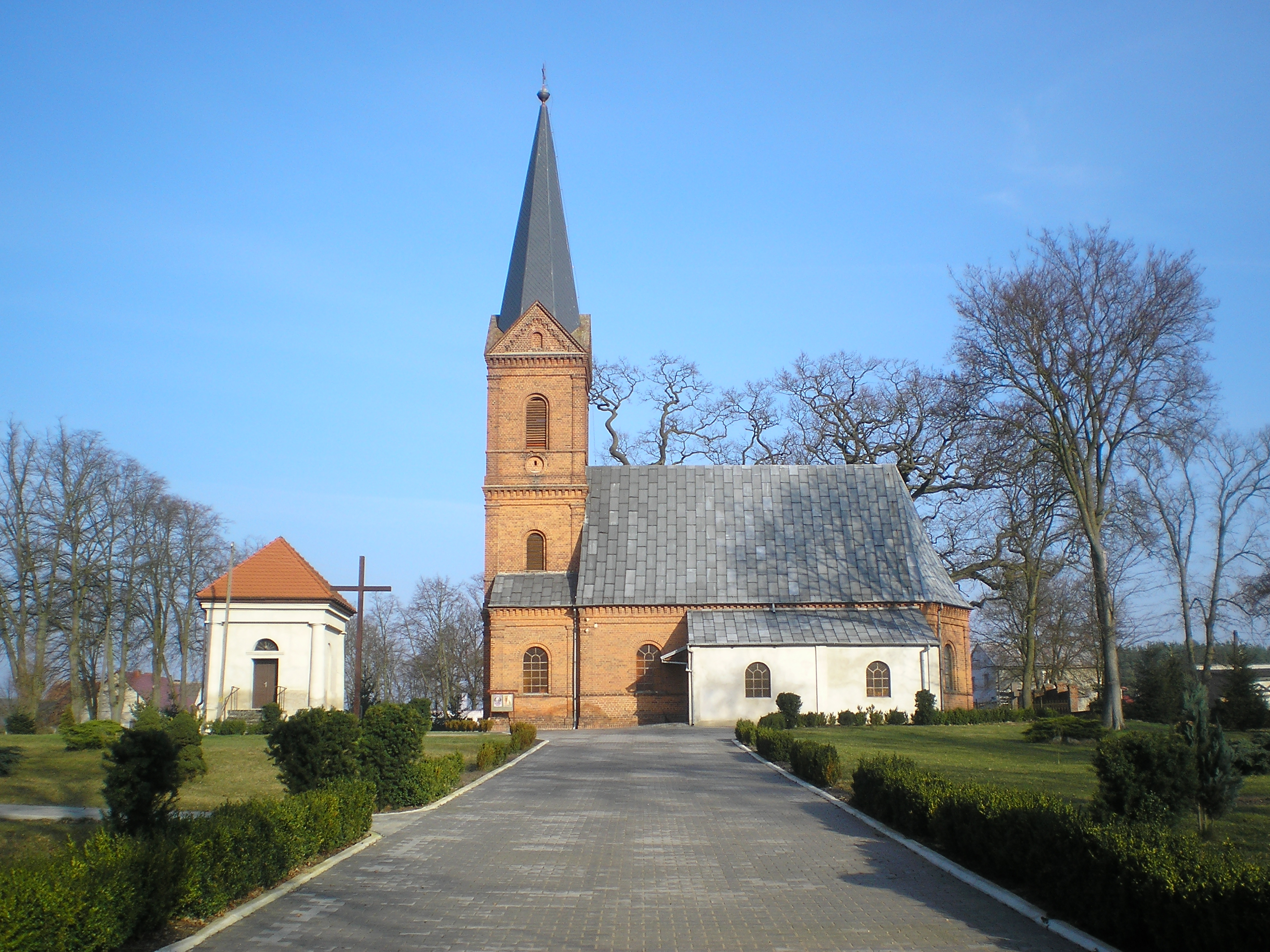
Dorfkirche, bis 1946 der evangelischen Gemeinde

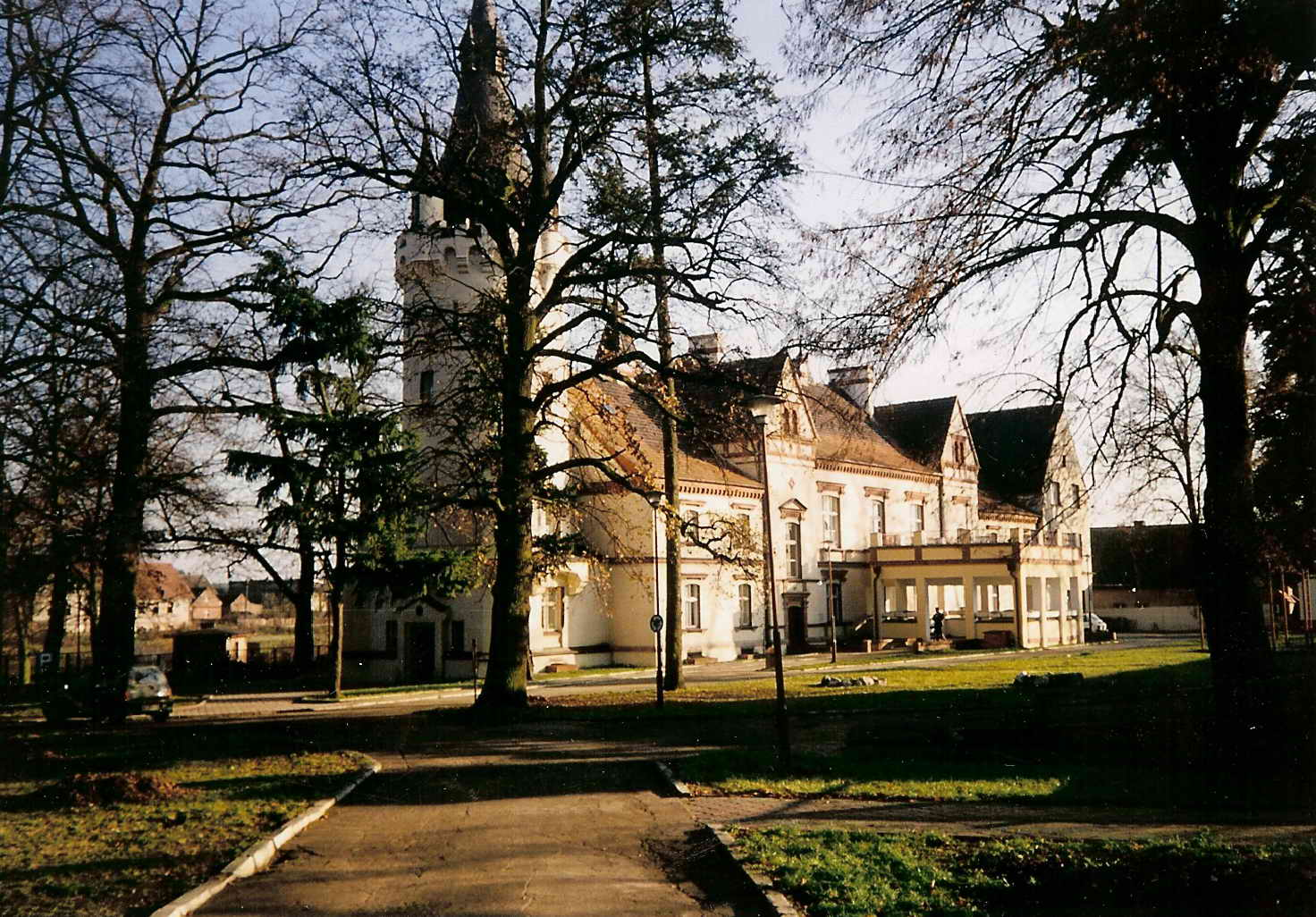
Schloss

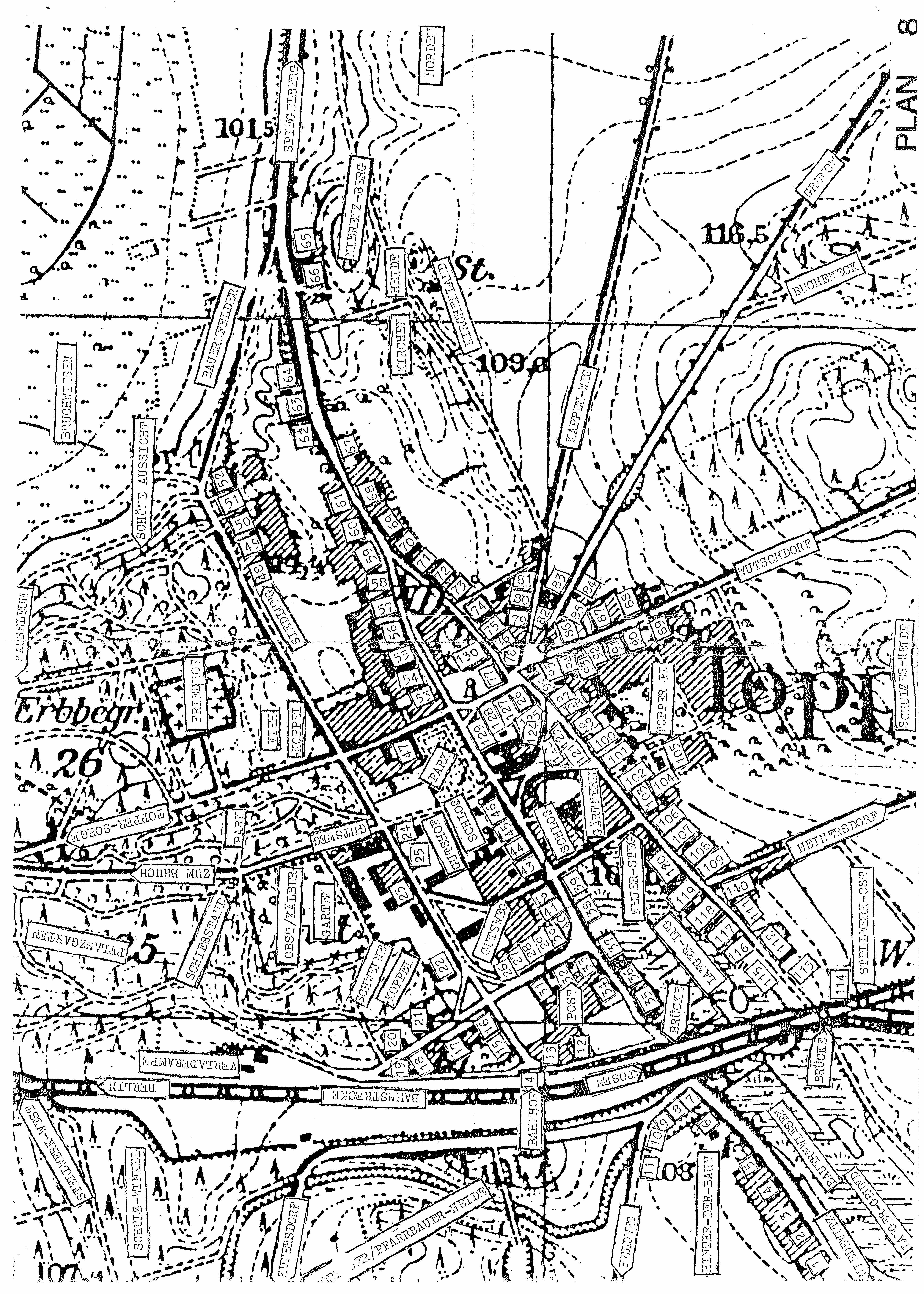
Ortsplan von Topper aus dem Jahr 1905

Die Ortschaft liegt in der Niederlausitz auf einem Hochplateau, etwa acht Kilometer südlich des Dorfs Lagow, 19 Kilometer westlich von Świebodzin (Schwiebus), 40 Kilometer nordwestlich von Zielona Góra (Grünberg) und 52 Kilometer südlich von Gorzów Wielkopolski  (Landsberg an der Warthe). Nördlich des Dorfs verläuft ein Höhenzug zum Hohen Spiegelberg.

## Geschichte
Die Besiedlung des Landes Crossen, zu dem Topper historisch gehört, erfolgte im 13. und 14. Jahrhundert durch Bauern mit Ursprüngen in Anhalt und Meißen.
Der Gutsbezirk Topper war 1558 oder 1575 zu einem Preis in der Größenordnung von viertausend Mark vom Kanzler des Johanniterordens zu Sonnenburg an Christoph v. Zabeltitz verkauft worden. Im 17. Jahrhundert wurde der Gutsbezirk in zwei Teile aufgeteilt: Das Afterlehen Topper I, das 1/3 des Gesamtareals des Gutsbezirks umfasste, blieb drei Jahrhunderte lang im Besitz der Familie, die ihren Namen hier Zobeltitz schrieb; Gutsbesitzer um die Mitte des 19. Jahrhunderts war Ernst v. Zobeltitz.
Topper II, zu dem 2/3 des Gesamtareals gehörte, befand sich zunächst im Besitz der Familie Dohna, dann gehörte es Sigismund v. Knobelsdorff, der es noch 1644 besaß. Im 18. Jahrhundert befanden sich seine Nachfahren auf Topper.   Zwei Gebrüder Knobelsdorff verkauften Topper II 1817 zum Preis von 40.000 Mark an Carl Rißmann, der noch um die Mitte des 19. Jahrhunderts der Besitzer war. 1864 und 1871 wird der Justizrat Krause als Gutsbesitzer genannt. Von 1874 bis 1886 befand es sich im Besitz des preußischen Generalfeldmarschalls Edwin von Manteuffel.
Die Ortschaft Topper lag bis 1945 im Landkreis Crossen, Regierungsbezirk Frankfurt, in der preußischen Provinz Brandenburg des Deutschen Reichs.
Zum Ende des Zweiten Weltkrieges wurde Topper von der Roten Armee besetzt. Nach Kriegsende wurde Topper zusammen mit anderen Gebieten östlich der Oder-Neiße-Linie  unter polnische Verwaltung gestellt. Es begann die Zuwanderung polnischen Migranten, die zum Teil aus von Polen nach dem Ersten Weltkrieg eroberten Gebieten östlich der Curzon-Linie kamen. Die deutsche Ortschaft Topper wurde in Toporów umbenannt. Soweit die einheimischen Bewohner von Topper nicht geflohen waren, wurden sie in der Folgezeit von der örtlichen polnischen Verwaltungsbehörde vertrieben.

### Demographie
| Jahr | Einwohnerzahl | Anmerkungen |
| ---- | ------------- | --- |
| 1840 | 338           | in 55 Wohngebäuden. |
| 1852 | 684           | im Dorf |
| 1864 | 575           | in 63 Wohngebäuden |
| 1867 | 920           | am 3. Dezember, davon 502 im Dorf und 418 im Gutsbezirk (159 auf Topper II, 174 auf Topper I, 85 in Vorwerk Topper-Grunewald), meist Evangelische |
| 1871 | 938           | am 1. Dezember, davon 468 im Dorf (464 Evangelische, vier Katholiken) und 470 im Gutsbezirk (162 auf Topper II, davon drei Katholiken; 228 auf Topper I, davon zwei Katholiken und fünf Juden; 80 in Vorwerk Topper-Grunewald, sämtlich Evangelische) |
| 1910 | 812           | am 1. Dezember, davon 639 im Dorf, 236 auf Gut Topper, 37 auf Vorwerk Topper-Grunewald |
| 1933 | 919           | [ 8 ] |
| 1939 | 956           | [ 8 ] |

## Kirchspiel
Die evangelische Dorfbewohner besuchten bis 1946 die eigene Dorfkirche, die eine Filiale der Pfarrkirche des Nachbarorts Spiegelberg war.

## Sehenswürdigkeiten
- Dorfkirche, vor 1518  erbaut
- Jagdschloss, das Hauptgebäude wurde 1823 errichtet und ist ein historisches Gebäude, das unter Denkmalschutz steht.
- Peter-Eiche

## Verkehr

Zufahrt

Das Dorf verfügt über eine eigene Bahnstation. Es gibt Zugverbindungen mit der  PKP nach Zbąszynek (Bentschen) und Posen im Osten sowie Frankfurt (Oder) im Westen.